# Schugnankette

Schugnankette im Westen des Pamir

Die Schugnankette (russisch Шугнанский хребет) ist ein Gebirgszug im westlichen Pamir in Tadschikistan.
Die Schugnankette erstreckt sich über eine Länge von 80 km zwischen den Flusstälern von Gunt im Norden und Schachdara im Süden. Höchster Gipfel des Gebirgszugs ist der 5707 m hohe Pik Skalisty. Die vergletscherte Fläche der Schugnankette umfasst 150 km².